# Cirurgia general i digestiva
La cirurgia general i digestiva és una especialitat quirúrgica que se centra en el tractament quirúrgic d'òrgans abdominals:
- Esòfag
- Estómac
- Fetge
- Vesícula biliar
- Intestí prim
- Intestí gros

A Espanya, per ser cirurgià general cal llicenciar-se en medicina i després fer l'especialització en cirurgia general i digestiva.